# Saint-Paul (Burkina Faso)
Pour les articles homonymes, voir Saint-Paul.
Saint-Paul est une commune située dans le département de Doumbala de la province de Kossi au Burkina Faso.